# جايسون كناب
جايسون كناب (بالإنجليزية: Jason Knapp)‏ هو لاعب كرة قاعدة أمريكي، ولد في 31 أغسطس 1990 في ويستوود في الولايات المتحدة.

## وصلات خارجية
- جايسون كناب على موقعبيزبول رفرنس.كوم (الدوري الثانوي) (الإنجليزية)